# ميا شعريم
ميا شعريم أو ميا شعاريم هو أحد أقدم الأحياء اليهودية الواقعة خارج البلدة القديمة في القدس. والتي يسكنها اليهود الحريديون بعد أن بناها أعضاء من جماعة يشوف القديمة.
يُشير اسم ميا شعريم في اللغة العبريّة إلى "مائة بوابة" وهو اسم مُشتقّ من إحدى آيات سفر التكوين في الكتاب المقدس، والتي صادف أن تكون جزءًا من جزء التوراة الأسبوعي الذي تمت قراءته في الأسبوع الذي تأسس فيه الحيّ، ووفقًا للتقاليد اليهودية، فقد كان للمجتمع في الأصل 100 بوابة لذلك سُمّي الحي باسم ميا شعريم.

## لمحة تاريخية

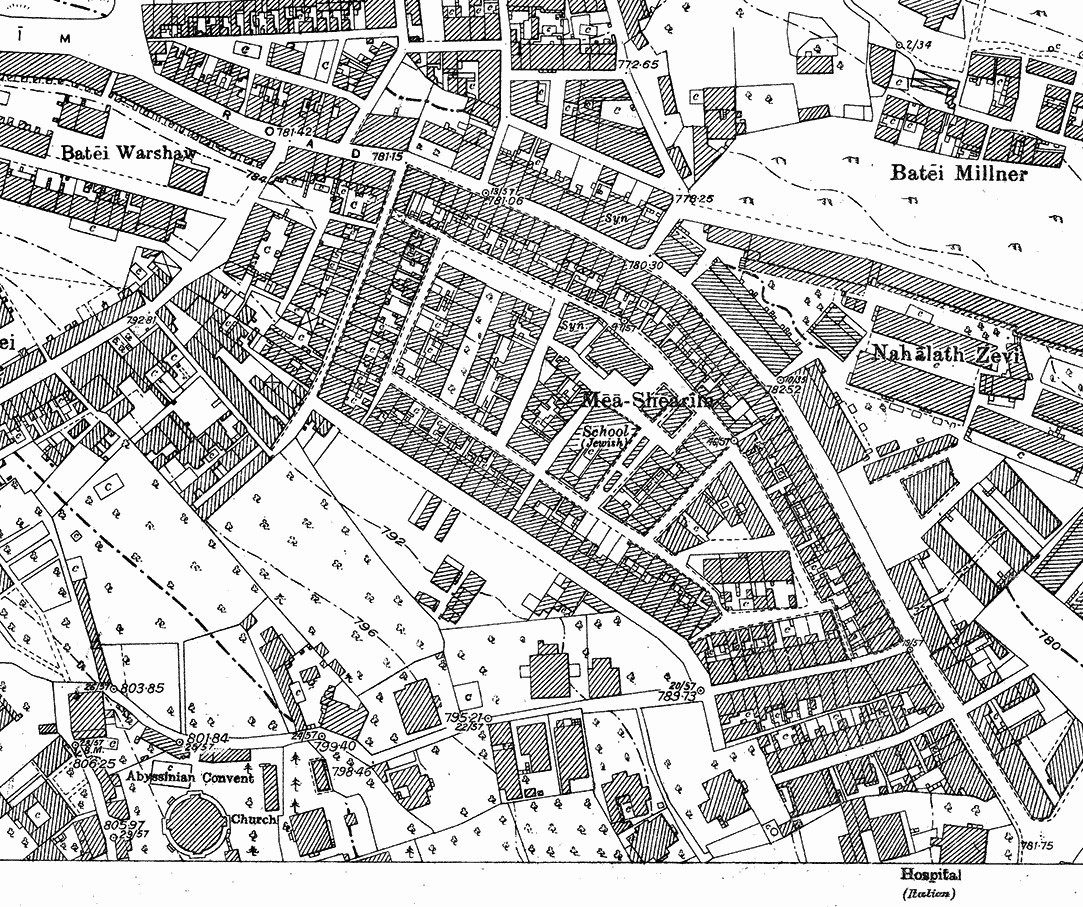
مخطط شوارع حي ميا شعريم عام 1927

كان مئير أورباخ الحاخام الأشكنازي الرئيسي في القدس، واحدًا من مؤسسي الحي. وقد استعان بمهندس معماري بروتستانتي ألماني يُدعى كونراد شيك لكي يضع أول مخطط لحي ميا شعريم في عام 1846. يُعتبر حي ميا شعريم أحد أقدم المستوطنات اليهودية خارج أسوار البلدة القديمة في القدس، حيث تأسس الحي في عام 1874 على يد مجتمع بناء مكون من 100 مساهم. قام أفراد المجتمع بتجميع مواردهم بشراء قطعة أرض خارج المدينة المسورة، والتي كانت مزدحمة للغاية وتعاني من سوء الصرف الصحي، فقاموا ببناء حي جديد بهدف تحسين مستويات معيشتهم.

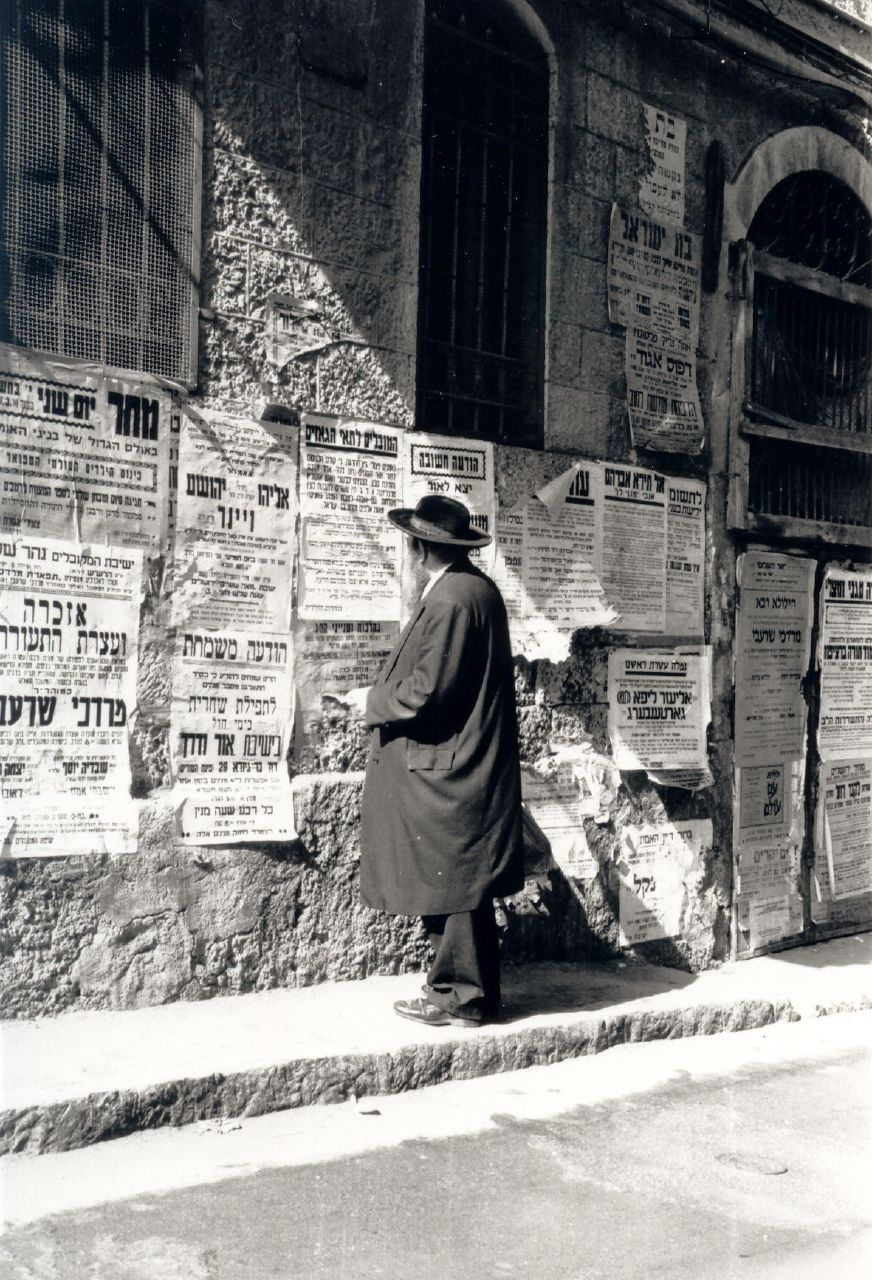
جدار مغطى بالإعلانات في حي ميا شعريم

وكان المتعاقدون هم يوسف ريفلين أحد زعماء الجالية اليهودية في القدس، وعربي مسيحي من بيت لحم. تم تنفيذ أعمال البناء على يد عمال يهود وغير يهود.
تم بناء ميا شعريم كحي فناء، فكان محاطًا بجدار وبوابات تُغلق كل مساء. وبحلول (تشرين الأول) أكتوبر عام 1880، كانت هناك 100 شقة جاهزة للإشغال، وتم إجراء مسابقات يانصيب لتخصيصها للعائلات. وبحلول مطلع القرن العشرين، كان هناك 300 منزل وطاحونة ومخبز في الحي. خطط كونراد شيك لمساحات خضراء مفتوحة في كل فناء، إلا أن السكان استخدموا هذه المساحات لبناء حظائر الأبقار بدلاً من ذلك. كان حي ميا شعريم هو أول حي في القدس تتم فيه إنارة الشوارع.

### في العصر الحديث
تعرض بعض سكان حي ميا شعريم لانتقادات بسبب قيامهم بمهاجمة أفراد الشرطة الإسرائيلية وغيرهم من المسؤولين الحكوميين الذين دخلوا المنطقة ورشقوهم بالحجارة، وسدوا الشوارع، أو أشعلوا النار في القمامة عندما حاولوا القيام بذلك وهي المجموعة التي تُعرف باسم الهافاناه. هُناك مجموعة صغيرة أخرى مُناهضة للصهيونية أيضًا في الحي تسمى جماعة سيكريكيم تضم ما لا يزيد عن 100 عضو، وتفرض رقابة على المكتبات مما تسبب في إلحاق أضرار بلغت قيمتها أكثر من 250 ألف شيكل لمتجر قاوم مطالبهم.
في 24 حزيران (يونيو) عام 2010 تعرض السياسيان الإسرائيليان أوري ماكليف وموشيه غافني المنتميان إلى حزب يهدوت هتوراة الحريدي لهجوم في حي ميا شعريم بعد أن زارا حاخام سلونيم ودخلا كنيسه للصلاة. وعندما خرجوا تعرض لهم شبان ينتمون إلى جماعة ناطوري كارتا وقاموا بالبصق عليهم واعتدوا عليهم جسديًا.
في أبريل (نيسان) عام 2015 تعرض ضابط في جيش الدفاع الإسرائيلي لهجوم عدد من رجال ونساء حي ميا شعريم وزعم أنهم هددوا بقتله، بينما منع الأطفال خروجه. حظي الحادث باهتمام وطني. وأدان رئيس الوزراء الإسرائيلي بنيامين نتنياهو الهجوم ووصفه بأنه شائن، كما وصفه زعيم حزب شاس أرييه درعي ووصفه بأنه عمل إرهابي.

## السكان
لا يزال حي ميا شعريم حيًا منعزلاً في قلب القدس حتى اليوم. كان جميع سكان الحي من اليهود الحريديين، والأغلبية الساحقة منهم من الطائفة الحسيدية، وتحتفظ الشوارع بخصائص شتيتل أوروبا الشرقية التي ظهرت في أوروبا قبل الحرب. يتقيد سكان الحي تقيدًا صارمًا بالشريعة اليهودية والصلاة ودراسة النصوص الدينية اليهودية. وتشمل تقاليد سكان الحي ارتداء المعاطف السوداء والقبعات السوداء للرجال (على الرغم من وجود بعض أنماط الملابس الأخرى، اعتمادًا على الطائفة الدينية الفرعية التي ينتمون إليها)، والملابس المحتشمة ذات الأكمام الطويلة للنساء. في بعض مجموعات الطائفة الحسيدية، ترتدي النساء جوارب سوداء سميكة طوال العام حتى في فصل الصيف. ترتدي النساء المتزوجات مجموعة متنوعة من أغطية الشعر بدءًا من الشعر المستعار وحتى الأوشحة والسنود والقبعات. يتميز الكثير من الرجال في الحي باللحى، والكثير منهم ينمون خصلات جانبية طويلة والتي تسمى بايوت . يتحدث العديد من السكان اللغة اليديشية في حياتهم اليومية، ويستخدمون اللغة العبرية فقط للصلاة والدراسة الدينية حيث يعتقدون أن العبرية لغة مقدسة ولا تستخدم إلا لأغراض دينية.

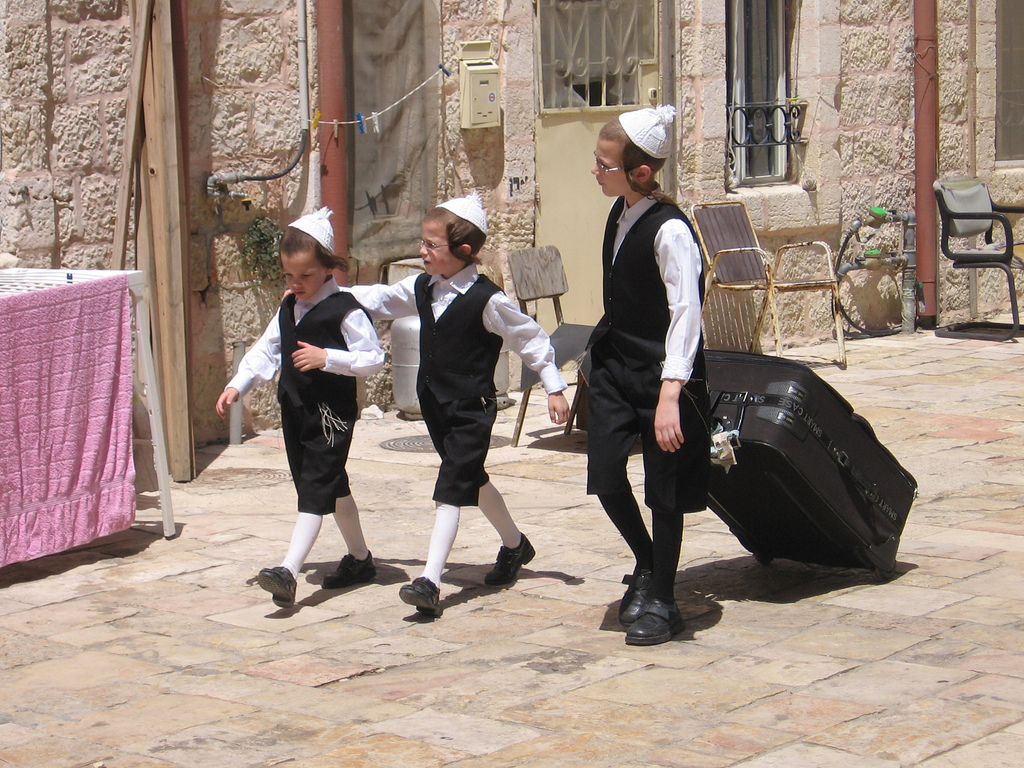
أطفال من مجموعة تولدوس أهارون في حي ميا شعريم عام 2007

تشمل المجموعات الحسيدية التي تضم عددًا كبيرًا من الأتباع في حي ميا شعريم مجموعات بريسلوف، وسلونيم، وتولدوس أهارون، وتولدوس أفراهام إسحاق وميشكينوس هورويم، وساتمار، كما تتمتع سلالة بينسك كارلين بمكانة مرموقة في الحي أيضًا. ويقع المقر الرئيسي لعائلة إيدا هاخاريديس التي تشرف على إصدار شهادات الكشروت وتدير محكمة دينية يهودية في الطرف الغربي من حي ميا شعريم. ويُعتبر حي ميا شعريم هو معقل فصيلتي حركة ناطوري كارتا التي تعارض الصهيونية، وكذلك الحركة التي انبثقت غنها وهي حركة أحفاد مجتمع البيروشيم الأصلي، والمعروفة أيضًا باسم "يروشالميس". لقد طلب بعض أعضاء حركة ناطوري كارتا العيش تحت الحكم العربي عندما كانت الحركة تتخذ الحاخام الراحل يوسف شالوم إلياشيف، الممثل البارز في الجالية اليهودية الليتوانية ومدرسة اليشيفاه اليهودية، رئيسا لها. تُعدّ أقدم سلالة من سلالات يهود السفارديم الحريديم هي سلالة ليفي كاهانا من إسبانيا، والتي تمتلك مركزًا ثقافيًّا دينيًّا لها في الحي.

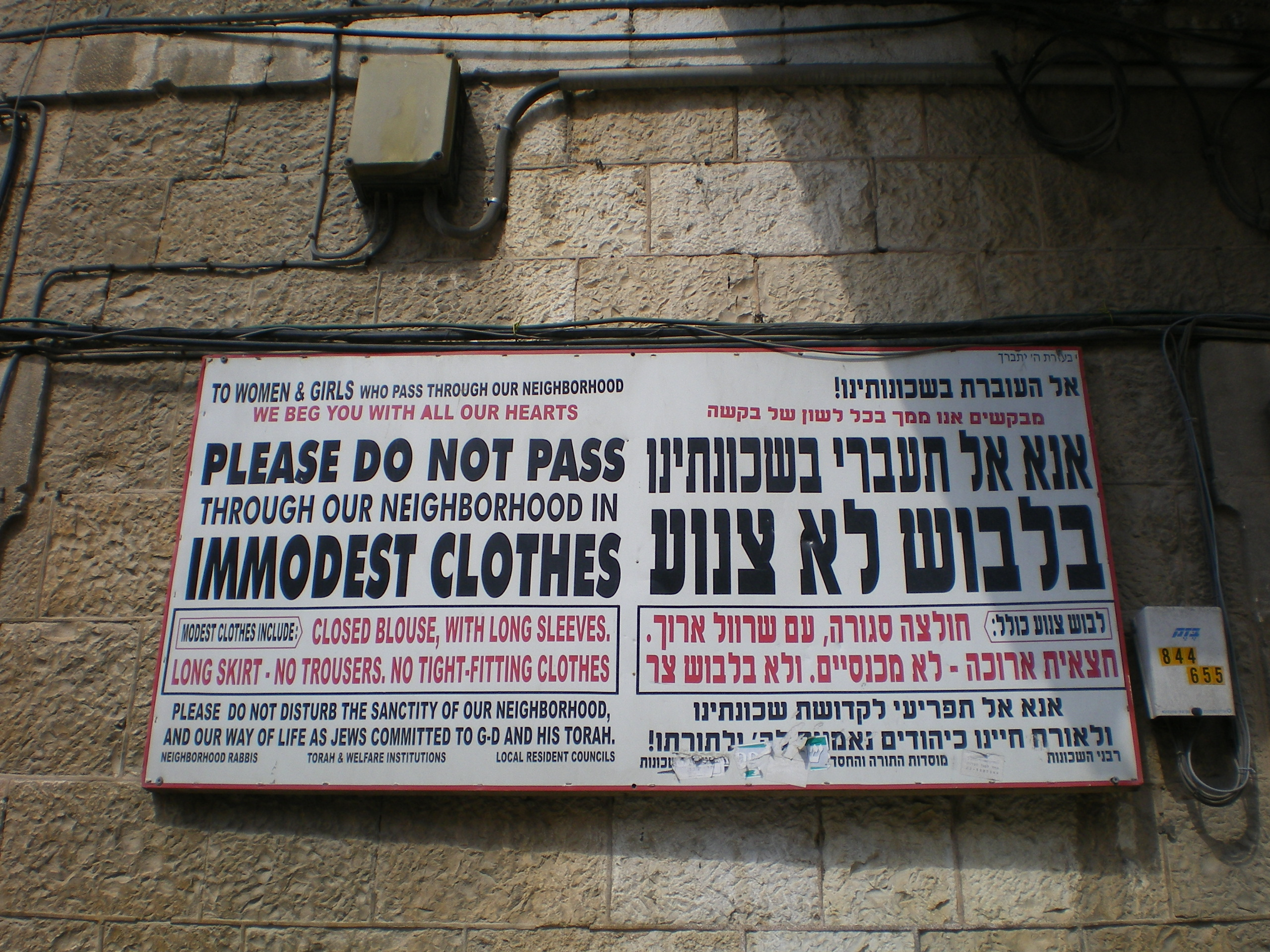
مُلصق تواضع في حي ميا شعريم

هُناك مجموعة من المُلصقات المكتوبة باللغتين العبرية والإنجليزية معلقة عند كل مدخل لحي ميا شعريم يُطلق عليها اسم "مُلصقات التواضع". ويتمثل دور هذه المُلصقات في حث النساء والفتيات عند زيارة الحي على ارتداء ما يعتبر فستانًا محتشمًا أو تنانير طويلة تتدلى إلى الركبة أو أطول ولا توجد بها خطوط ضيقة وعدم ارتداء ثياب بدون أكمام أو بأكتاف عارية، كما يتم حث الرجال والفتيان على تجنب ارتداء السراويل القصيرة والقمصان التي بلا أكمام، كما يُطلب من السائحين عدم الوصول في مجموعات كبيرة وواضحة، وفي بعض اللافتات القديمة يُطلب حتى من الرجال غير اليهود ارتداء الكيباه. خلال يوم السبت، والذي يبدأ من ليلة الجمعة عند غروب الشمس وحتى ليلة السبت عند غروب الشمس، يُطلب من الزوار الامتناع عن التدخين أو التصوير الفوتوغرافي أو القيادة أو استخدام الهواتف المحمولة. وعند دخول المعابد، يُطلب من الرجال تغطية رؤوسهم.